# La Joya (Jalisco)
La Joya es una localidad mexicana ubicada en el estado de Jalisco, dentro del municipio de Magdalena.

## Demografía
De acuerdo con el censo de 2020, la población total de la localidad era de 899 habitantes. El total de viviendas es de 347, de las que 254 eran particulares habitadas.